# Henry-James Brooke
Pour les articles homonymes, voir Brooke.
Henry-James Brooke (1771-1857) est un minéralogiste et cristallographe anglais qui a réalisé la description des nombreux minéraux.

## Minéraux décrits
- annabergite décrite en 1852 avec Miller.
- arfvedsonite
- autunite décrite en 1852 avec Miller.
- barytocalcite en 1824
- brewstérite
- chessylite  avec Miller, (synonyme d'azurite)
- childrenite
- cleavelandite (Variété d'albite)
- heulandite
- Latrobite 1823 (déclassée ; synonyme de l'anorthite)
- linarite
- mengite (déclassée ; synonyme de la monazite)
- monticellite
- smithsonite décrite avec Miller qui est en fait l'hémimorphite.
- sussanite
- Thomsonite 1820 (déclassée en une série thomsonite-Ca - thomsonite-Sr en 1997)
- torberite (déclassée ; synonyme de la torbernite)
- towanite décrite en 1852 avec Miller déclassée ; synonyme de la chalcopyrite
- whewellite décrite en 1852 avec Miller.
- zorgite décrite en 1852 avec Miller déclassée ; synonyme de la clausthalite

Il est le dédicataire d’une espèce minérale qui lui a été attribuée par Levis en 1825 la brookite.